# Brigitte Douay
Pour les articles homonymes, voir Douay.
Brigitte Douay, née le 24 février 1947 à Paris (Seine), est une femme politique française, membre du Parti socialiste.

## Biographie
Elle est titulaire d'une licence de lettres et ancienne élève de l'Institut d'études politiques de Paris. Elle a été journaliste puis depuis 1977 attachée de presse de Pierre Mauroy à la mairie de Lille, puis à Matignon de 1981 à 1984 et de nouveau à Lille de 1993 à 1997 après avoir poursuivi sa carrière dans les cabinets ministériels et au commissariat général au Plan de 1984 à 1988. De 1993 à 1997, elle est responsable de la promotion nationale de Lille Grand Palais, le nouveau palais des congrès de la métropole lilloise.
De 2003 à 2004, elle est directrice de la communication de la Fondation Jean-Jaurès, créée en 1992 par Pierre Mauroy.

## Parcours politique
- 1997 - 2002 : Députée du Nord
- 2001 - 2004 : Conseillère municipale de Cambrai
- 2004 - 2010 : Conseillère régionale du Nord-Pas-de-Calais
- 2004 - 2009 : Députée européenne